# 今出川公彦
今出川 公彦（いまでがわ きんひこ）は、戦国時代の公卿。権大納言・今出川季孝の子。官位は従一位・左大臣。菊亭家は別号を今出川家とも称した。

## 経歴
永正4年（1507年）に叙爵。以降累進して、侍従・左近衛中将を経て、永正15年（1518年）に従三位・参議となり、公卿に列する。権中納言・踏歌節会外弁を経て、大永5年（1525年）権大納言に就任する。大永6年（1526年）から天文元年（1532年）まで神宮伝奏を務めた。天文8年（1539年）に右近衛大将、さらに天文11年（1542年）には左近衛大将へと昇進。天文12年（1543年）内大臣に任命される。同年に左近衛大将を辞職。
天文14年（1545年）には右大臣、天文15年（1546年）には左大臣を拝命するも翌年に辞職。天文16年（1547年）に従一位を授与された。永禄2年（1559年）に出家。

## 系譜
- 父：今出川季孝
- 母：不詳
- 妻：不詳
  - 男子：今出川晴季（1539-1617）
  - 男子：空慶（1571-1638）興福寺大僧正